# Szczecin Mścięcino
Szczecin Mścięcino – przystanek kolejowy położony w pobliżu wiaduktu na granicy Szczecina (ul. Przęsocińska) i Polic (ul. Asfaltowa).

## Informacje ogólne

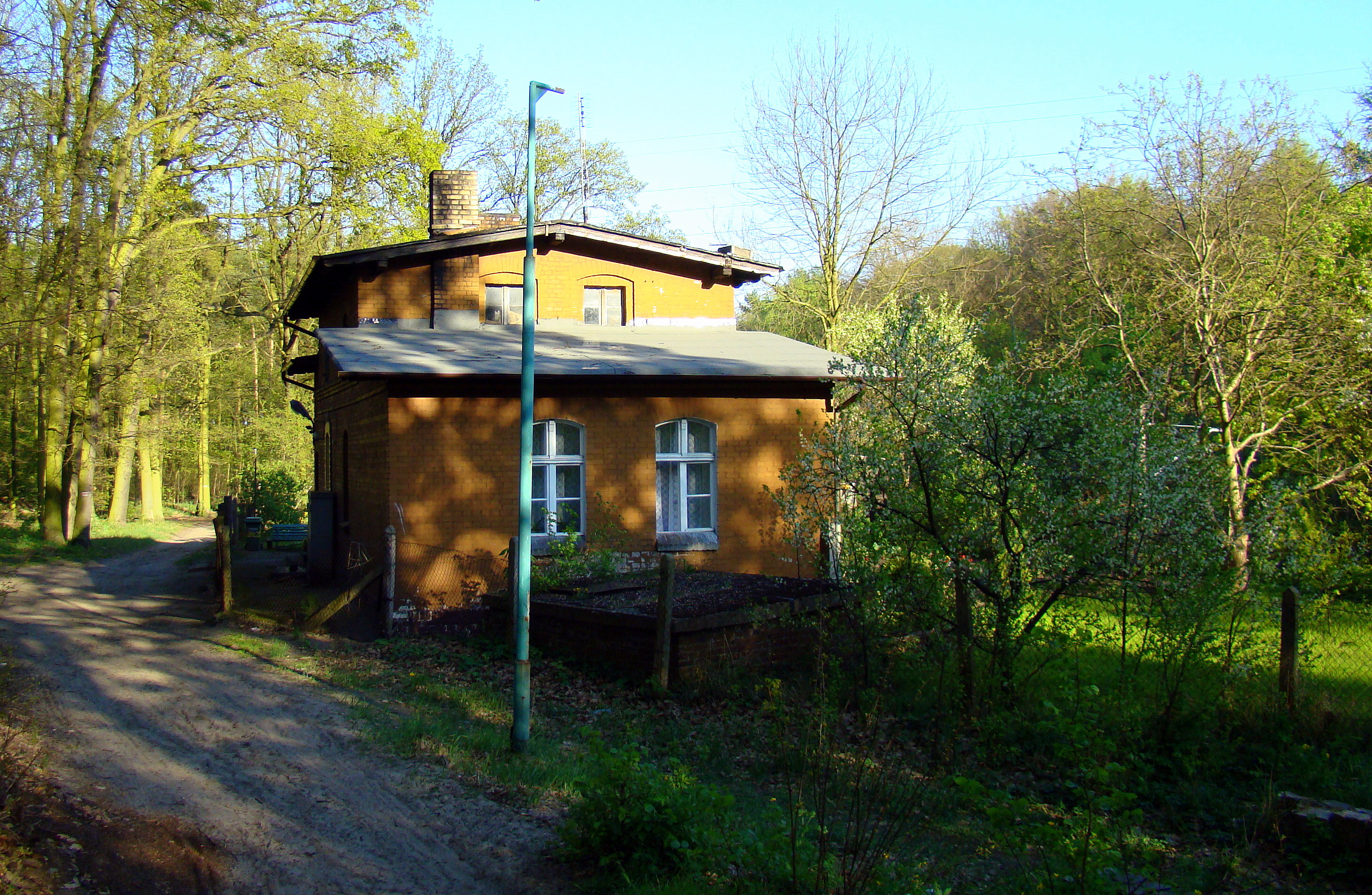
Szczecin Mścięcino, budynek dworca (nieczynny)

Była to ostatnia stacja na linii do Trzebieży w granicach administracyjnych Szczecina. Nazwa pochodzi od polickiego osiedla Mścięcino. Położona w Parku Leśnym Mścięcino, w którym znajduje się także budynek dworca (obecnie adaptowany do innych celów). Po uruchomieniu Szczecińskiej Kolei Metropolitarnej, przystanek nie zostanie ponownie otwarty. Zamiast niego, powstaną dwa inne: Police Dąbrówka i Szczecin Skolwin Północny.
Przez stację prowadzi  czerwony szlak turystyczny Szlak „Ścieżkami Dzików” w kierunku Przęsocina oraz osiedla Osów i pętli tramwajowej „Las Arkoński” (Niemierzyn).
Najbliższy przystanek autobusowy ZDiTM – „Police Palmowa”.